# Gim Toro
Gim Toro è un personaggio immaginario dei fumetti ideato nel 1946 da Andrea Lavezzolo e dal disegnatore Edgardo dell'Acqua protagonista di una omonima serie a fumetti che riscosse un immediato successo nel secondo dopoguerra in Italia arrivando a essere pubblicato anche in numerosi paesi europei e a essere ristampato molte volte negli anni cinquanta e sessanta.

## Biografia del personaggio
Il personaggio ricorda inizialmente l’attore Clark Gable per poi assumere quasi subito definitivamente le sembianze di un altro popolare attore dell’epoca, Tyrone Power. Inizialmente era disegnato con dei sottili baffetti ma già dalla quarta avventure venne rappresentato con il volto completamente glabro. Viene raffigurato come un giovane italo-americano affascinante e nerboruto abitante a San Francisco. La sua missione era quella di combattere una potente organizzazione orientale chiamata la Hong del Dragone che aveva creato una città sotterranea. Al suo fianco due amici: il forte e calvo Bourianakis, di origini greche, e il magrissimo e furbo Kid, perennemente impegnato a giocare con uno yo-yo, coi quali affronta avventure e peripezie a lieto fine ambientate in ogni parte del mondo. Tra gli avversari:  Sembilang il malese, la banda subacquea, "Colui che sa" e l'avvenente Vipera Bionda, pseudonimo di Lilyth Howard che diventerà poi moglie dello stesso Gim.

## Storia editoriale
Le avventure di Gim Toro sono state pubblicate su albi a strisce con il nome dell'eroe in copertina fino al gennaio 1951 e in ristampa, fino al 1959. La pubblicazione iniziò a cura della Società editrice Cremona Nuova di Gino Casarotti e successivamente continuò edita dalla Editrice Dardo e dalla Editoriale Mercury. I testi dei fumetti erano sempre di Andrea Lavezzolo mentre ai disegni si dedicarono per primo Edgardo Dell'Acqua, successivamente Antonio Canale e altri disegnatori tra cui Giuseppe Cappadonia, Giuseppe Perego, Carlo Cossio e Ferrari.
La prima testata dedicata al personaggio venne edita dal 1946 al 1950 nel albi in formato orizzontale 21 x 15 cm edito per 203 numeri divisi in 4 serie individuate dal colore del tagliando in quarta di copertina (serie gialla, serie rosa, serie arancio, serie bianca) all'interno della collana Juventus della Società editrice Cremona Nuova. Contemporaneamente, spinti dal successo della serie, l'editore ristampa i primi numeri e pubblica storie del personaggio anche in albi di grande formato con nuovi episodi disegnati da Antonio Canale, Carlo Cossio e altri all'interno della collana Avventure e mistero in cui il personaggio alterna ad altri personaggi come Amok; questi albi sono noti anche come Gimtorissimi, per distinguerli dalla serie parallela di formato ridotto; la collana venne pubblicata dal 1946 al 1948 per 66 numeri. Nel 1949 esordì la collana Elettra della quale vengono pubblicati 18 numeri divisi in due serie fino al 1951 e sono il proseguimento della serie dei Gimtorissimi del quale hanno anche il formato; dal n. 4 e fino alla conclusione della prima serie nel 1950, cambia il formato e ogni albo presenta la ristampa di cinque storie della serie Gialla; la seconda serie prosegue la ristampa cronologica della serie Gialla. Dopo la chiusura della serie omonima la pubblicazione delle storie inedite continuò su L'albo dei 3 inseparabili passando al formato a strisce sempre all'interno della collana Juventus, edita dal 1950 al 1951 dalle Edizioni Mediolanum. Nel 1952 il personaggio venne ripreso dall'Editoriale Dardo che pubblicò una ristampa della serie Gialla per 42 numeri fino al 1954 nel formato a strisce e nel 1957 fece esordire una nuova collana di inediti pubblicata fino al 1959 per 90 numeri divisi in tre serie, la prima nel formato libretto mentre le altre a strisce, con storie scritte sempre da Lavezzolo e disegnate da Edgardo dell’Acqua. Negli anni novanta la Dardo ripropose una nuova ristampa completa di tutte le storie del personaggio in una serie di albi giganti edita per 26 numeri dal 1992 al 1994.